# El joc de les granisses
El joc de les granisses és el títol de la traducció catalana de la novel·la Das Glasperlenspiel que Hermann Hesse va publicar el 1943, tres anys abans de rebre el Premi Nobel de Literatura. És la seva darrera obra i és considerada com la seva obra mestra.

És escrita a manera d'una crònica d'un narrador anònim de la mítica Castalia, cap a l'any 2400. La història gira entorn de l'estrany joc del qual pren títol, abraçador de tots els continguts i valors de la cultura, i que permet el desenvolupament de l'esperit mitjançant portentoses composicions, tot això vinculat a l'adveniment del «Tercer Regne de l'Esperit», unificació de tots els temps de l'home.

Joc de granisses

La vida del protagonista, el mestre de joc (magister ludi) Josef Knecht, mestre d'un orde del futur basat en la vida contemplativa, la meditació i en la sublimació del joc, és narrada des de molt jovenet; coneixem tots els seus passos pels diferents escalafons de l'orde, els dubtes, les angoixes, les relacions, els escrits, tota la seva vida en contraposició amb el món extern a l'orde, on viu un dels seus amics de la infància.
El joc de les granisses és el testimoni de tota una vida, crítica constructiva de la nostra època, esbós utòpic d'un món futur i, sobretot, síntesi i harmonització de saber i de fe, obra mestra que, tot i revestir certa complexitat, aconsegueix entretenir, sorprendre i seduir per la màgia narrativa d'un escriptor que, a força de talent i creativitat, constitueix un dels màxims referents de la literatura alemanya.